# AfD Mecklenburg-Vorpommern
Die AfD Mecklenburg-Vorpommern ist der Landesverband der rechtspopulistischen und rechtsextremen Partei Alternative für Deutschland in Mecklenburg-Vorpommern.

## Geschichte
Der mecklenburgisch-vorpommersche Landesverband wurde am 21. April 2013 in Güstrow gegründet. Sprecher des Landesvorstandes wurden Andreas Kuessner, Leif-Erik Holm und Steffen Wandschneider. Nach knapp einem Jahr wurde Anfang Februar 2014 ein neuer Landesvorstand gewählt. Die bisherigen Sprecher wurden von Holger Arppe und Matthias Manthei abgelöst. Arppe trat Ende November 2014 nicht mehr für die Vorstandswahlen an. Auf dem Landesparteitag am 29. November 2014 wurden Leif-Erik Holm und Matthias Manthei an die Spitze des Landesvorstandes gewählt.
Auf dem Landesparteitag in Güstrow 2015 kandidierten neben Holm und Manthei auch Arppe und die Schweriner Stadträtin Petra Federau für die Vorstandsspitze. Beide unterlagen in einer Kampfabstimmung. Der ehemalige Landesvorsitzende Arppe wurde Beisitzer im Landesvorstand.
Im Februar 2016 beschloss die Partei ihre Landesliste für die Landtagswahl 2016. Petra Federau erhielt Listenplatz 3. Nachdem Federau den Aufforderungen des AfD-Landes- und -Kreisverbandes nicht nachgekommen war, sich zu einer zeitweiligen Tätigkeit für einen Escort-Service mit Kundenkreis im arabischen Raum zu erklären, wurde sie auf einem außerordentlichen Parteitag im Juni 2016 von der Liste gestrichen. Als Direktkandidatin im Landtagswahlkreis Schwerin II erhielt sie 19,8 % der Erststimmen. Im November 2016 wählten die Mitglieder auf einem Parteitag in Gägelow den Landesvorstand neu. Dabei wurde Leif-Erik Holm als Landessprecher bestätigt. Bei der Wahl zum gleichberechtigten Landessprecher setzte sich Bernhard Wildt gegen Enrico Komning durch.
In der 7. Wahlperiode wurde am 26. Januar 2017 auf Antrag der AfD ein Untersuchungsausschuss eingesetzt, „der die Förderstruktur, das Förderverfahren und die Zuwendungspraxis für Zuschüsse aus Landesmitteln sowie die Verwendung dieser Landesmittel durch die in dem Verein, LIGA der Spitzenverbände der Freien Wohlfahrtspflege in Mecklenburg-Vorpommern e. V. zusammengeschlossenen Spitzenverbände im Zeitraum von 2010 bis 2016 klären soll“. Hintergrund waren Verdachtsmomente und Berichte, wonach es bei der Arbeiterwohlfahrt Mecklenburg-Vorpommern zu Korruption und Misswirtschaft gekommen sein soll.
Der bisherige Co-Sprecher Matthias Manthei trat nicht mehr zur Wahl an und verließ am 25. September 2017 zusammen mit Bernhard Wildt, Ralf Borschke und Christel Weißig die AfD-Fraktion und gründete die „Fraktion Bürger für Mecklenburg-Vorpommern (BMV)“, später die Partei Bürger für Mecklenburg-Vorpommern.
Am 5. Juli 2019 wurde Holms Co-Vorsitzender Dennis Augustin aus der Partei ausgeschlossen. Im Oktober 2019 trat Ralf Borschke wieder der AfD-Fraktion bei.
Bei der Landtagswahl 2021 musste die AfD klare Verluste hinnehmen, blieb jedoch zweitstärkste Kraft im Landtag.

## Politik
Der Landesverband trat 2016 erstmals zur Landtagswahl an und erzielte 20,8 % der Stimmen. In ihrem Anfang 2016 verabschiedeten Wahlprogramm sprach sich die AfD Mecklenburg-Vorpommern für eine Verlängerung des Elterngelds und die Wiedereinführung eines Familiendarlehens aus. Laut der Partei sollen kostenfreie Kita-Plätze angeboten, mehr Lehrer eingestellt, Förderschulen erhalten und die Einführung einheitlicher Schulkleidung ermöglicht werden. Zur Verringerung der Kriminalität will die Partei das Personal und die Ausstattung der Polizei verbessern und Grenzkontrollen wieder einführen. Bei der Asylpolitik sollen laut dem Parteiprogramm die Zahl der sicheren Herkunftsstaaten erweitert und abgelehnte Asylbewerber schneller abgeschoben werden. Außerdem lehnt die AfD die Sommerzeit und den Beitragsservice von ARD, ZDF und Deutschlandradio ab und befürwortet freie Ladenöffnungszeiten.

## Organisation
Die Parteiorgane des Landesverbandes sind der Landesparteitag, die Landeswahlversammlung, der Landesvorstand und das Landesschiedsgericht. Das Landesschiedsgericht entscheidet über parteiinterne Streitigkeiten und kann Mitglieder ausschließen. Die Landesgeschäftsstelle befindet sich in Neubrandenburg.

### Landesparteitag
Höchstes Parteiorgan ist der Landesparteitag. Er wählt den Landesvorstand, die Rechnungsprüfer sowie das Landesschiedsgericht. Der Landesparteitag findet grundsätzlich als Mitgliederversammlung statt. Übersteigt die Zahl der Parteimitglieder 1.000, kann der Landesparteitag nach Beschluss des Landesvorstands als Delegiertenversammlung stattfinden. Die Kreisverbände entsenden dazu je fünf Mitglieder einen Delegierten.
| Nr.                               | Datum                | Ort            | Landesvorsitzende(r) / Spitzenkandidat(in)            | Wahlergebnis | Thema                                                                                       |
| --------------------------------- | -------------------- | -------------- | ----------------------------------------------------- | ------------ | ------------------------------------------------------------------------------------------- |
| 01. Landesparteitag               | 21. April 2013       | Güstrow        | Leif-Erik Holm Andreas Kuessner Steffen Wandschneider |              | Gründung des Landesverbandes; Wahl des Landesvorstands                                      |
| Landeswahlversammlung             | 21. April 2013       | Güstrow        | Leif-Erik Holm                                        |              | Wahl der Landesliste zur Bundestagswahl 2013                                                |
| 02. Landesparteitag               | 2. Februar 2014      | Güstrow        | Holger Arppe Matthias Manthei                         |              | Neuwahl des Landesvorstands                                                                 |
| 03. Landesparteitag               | 29. November 2014    | Greifswald     | Leif-Erik Holm Matthias Manthei                       | 91 % 51 %    | Neuwahl des Landesvorstands                                                                 |
| 04. Landesparteitag               | 26. September 2015   | Schwerin       |                                                       |              | Beschluss des Wahlprogramms zur Landtagswahl 2016                                           |
| 05. Landesparteitag               | 22. November 2015    | Güstrow        | Leif-Erik Holm Matthias Manthei                       | 67 % 60 %    | Neuwahl des Landesvorstandes                                                                |
| 06. Landesparteitag               | 20./21. Februar 2016 | Demmin         | Leif-Erik Holm                                        | 75 %         | Wahl des Landesliste zur Landtagswahl 2016                                                  |
| Außerordentlicher Landesparteitag | 28. Mai 2016         | Binz           |                                                       |              | Änderung der Landesliste zur Landtagswahl 2016                                              |
| 07. Landesparteitag               | 13. November 2016    | Gägelow        | Leif-Erik Holm Bernhard Wildt                         | 94 % 65 %    | Neuwahl des Landesvorstandes                                                                |
| Landeswahlversammlung             | 26. Februar 2017     | Sparow         | Leif-Erik Holm                                        | 91 %         | Wahl der Landesliste zur Bundestagswahl 2017                                                |
| 08. Landesparteitag               | 21. Mai 2017         | Binz           |                                                       |              | Änderung der Landessatzung                                                                  |
| 09. Landesparteitag               | 12. November 2017    | Gägelow        | Leif-Erik Holm Dennis Augustin                        | 64 % 57 %    | Neuwahl des Landesvorstandes                                                                |
| 10. Landesparteitag               | 8./9. September 2018 | Binz           |                                                       |              | Wahl der Delegierten für die Europawahlversammlung; Nachwahl von Landesvorstandsmitgliedern |
| 11. Landesparteitag               | 26. Januar 2019      | Lübtheen       |                                                       |              | Beschluss des Kommunalwahlprogrammes                                                        |
| 12. Landesparteitag               | 9./10. November 2019 | Waren (Müritz) | Leif-Erik Holm Hagen Brauer                           | 66 % 54 %    | Neuwahl des Landesvorstandes und des Landesschiedsgerichts                                  |

### Landesvorstand
Seit November 2023 setzt sich der Landesvorstand aus folgenden Mitgliedern zusammen:
| Landesvorsitzende                                            | Leif-Erik Holm (MdB), Enrico Schult (MdL)                                |
| Schatzmeister                                                | Martin Schmidt (MdL)                                                     |
| Beisitzer                                                    | Carlos Dias Rodrigues, Frank Herrmann, Thore Stein (MdL), Christian Zorn |
| MdL = Mitglied des Landtages; MdB = Mitglied des Bundestages |                                                                          |

### Kreisverbände
Der Landesverband Mecklenburg-Vorpommern besteht aus derzeit sieben Kreisverbänden.
| Kreisverbände               | Vorsitzende(r)                    | Sitz           |
| --------------------------- | --------------------------------- | -------------- |
| Mecklenburgische Seenplatte | Frank Herrmann, Anne Siemonsmeier | Neubrandenburg |
| Nordwestmecklenburg         | Christoph Grimm                   | Wismar         |
| Rostock                     |                                   | Rostock        |
| Schwerin                    | Petra Federau                     | Schwerin       |
| Südwestmecklenburg          | Ralf Eisenhardt                   | Ludwigslust    |
| Vorpommern-Greifswald       | Jens Schulze-Wiehenbrauk          | Greifswald     |
| Vorpommern-Rügen            | Michael Kasch                     | Stralsund      |

### Parteivorsitzende
| Parteivorsitzende(r)              | Parteivorsitzende(r)                                    | Amtszeit                      |
| --------------------------------- | ------------------------------------------------------- | ----------------------------- |
| Leif-Erik Holm                    | Leif-Erik Holm, Andreas Kuessner, Steffen Wandschneider | April 2013 – Februar 2014     |
| Holger Arppe · Matthias Manthei   | Holger Arppe, Matthias Manthei                          | Februar 2014 – November 2014  |
| Leif-Erik Holm · Matthias Manthei | Leif-Erik Holm, Matthias Manthei                        | November 2014 – November 2016 |
| Leif-Erik Holm · Bernhard Wildt   | Leif-Erik Holm, Bernhard Wildt (bis Sept. 2017)         | November 2016 – November 2017 |
| Leif-Erik Holm                    | Leif-Erik Holm, Dennis Augustin (bis Juli 2019)         | November 2017 – November 2019 |
| Leif-Erik Holm                    | Leif-Erik Holm, Hagen Brauer (bis Mai 2021)             | November 2019 – Oktober 2021  |
| Leif-Erik Holm · Enrico Schult    | Leif-Erik Holm, Enrico Schult                           | seit Oktober 2021             |

### Fraktionsvorsitzende
| Fraktionsvorsitzende(r) | Fraktionsvorsitzende(r) | Amtszeit                      |
| ----------------------- | ----------------------- | ----------------------------- |
| Leif-Erik Holm          | Leif-Erik Holm          | September 2016 – Oktober 2017 |
| Nikolaus Kramer         | Nikolaus Kramer         | seit Oktober 2017             |

### Junge Alternative Mecklenburg-Vorpommern
Die Junge Alternative Mecklenburg-Vorpommern ist der Jugendverband der AfD Mecklenburg-Vorpommern. Sie stehen laut Eigenbeschreibung „...für ein Deutschland, in dem die Jugend ohne Verbote und Zwänge der politischen Korrektheit frei ihre Meinung äußern kann. Wir wollen zu unserer Heimat und Identität stehen und geben all jenen eine Stimme, die dem Zeitgeist des Verlustes unserer Identität und Heimat den Rücken kehren und für die Vision eines positiven Patriotismus kämpfen wollen.“
Vorsitzender ist seit November 2022 Alexander Tschich.

### Mitgliederzahl Landesverband der AfD Mecklenburg-Vorpommern
| Jahr | Mitgliederzahl |
| ---- | -------------- |
| 2018 | 761            |
| 2022 | 700            |
| 2024 | 1464           |

## Wahlergebnisse
| Landtagswahlen | Landtagswahlen | Landtagswahlen | Landtagswahlen | Landtagswahlen | Landtagswahlen | Landtagswahlen      |
| Jahr           | Stimmenanzahl  | Stimmenanteil  | Direktmandate  | Sitze          | Platz          | Spitzenkandidat(in) |
| -------------- | -------------- | -------------- | -------------- | -------------- | -------------- | ------------------- |
| 2016           | 167.852        | 20,8 %         | 3/36           | 18/71          | 2              | Leif-Erik Holm      |
| 2021           | 152.775        | 16,7 %         | 1/36           | 13/79          | 2              | Nikolaus Kramer     |

| 2014 | 77.263  | 4,2 %  | 22/520  |
| 2019 | 311.955 | 14,0 % | 74/520  |
| 2024 | 640.835 | 25,6 % | 135/519 |

| Bundestagswahlen | Bundestagswahlen | Bundestagswahlen | Bundestagswahlen | Bundestagswahlen | Bundestagswahlen | Bundestagswahlen    |
| Jahr             | Stimmenanzahl    | Stimmenanteil    | Direktmandate    | Sitze            | Platz            | Spitzenkandidat(in) |
| ---------------- | ---------------- | ---------------- | ---------------- | ---------------- | ---------------- | ------------------- |
| 2013             | 48.885           | 5,6 %            | 0/6              | 0/13             | 4                | Leif-Erik Holm      |
| 2017             | 172.409          | 18,6 %           | 0/6              | 3/16             | 2                | Leif-Erik Holm      |
| 2021             | 165.342          | 18,0 %           | 0/6              | 3/16             | 2                | Leif-Erik Holm      |
| 2025             | 357.356          | 35,0 %           | 5/6              | 5/13             | 1                | Leif-Erik Holm      |

| Europawahlen | Europawahlen  | Europawahlen  | Europawahlen |
| Jahr         | Stimmenanzahl | Stimmenanteil | Platz        |
| ------------ | ------------- | ------------- | ------------ |
| 2014         | 42.548        | 7,0 %         | 4            |
| 2019         | 133.194       | 17,7 %        | 2            |
| 2024         | 241.896       | 28,3 %        | 1            |

## Landtagsfraktion
siehe Liste der Mitglieder des Landtages Mecklenburg-Vorpommern (8. Wahlperiode)

## Landesgruppe im Deutschen Bundestag

### 2017–2021
Die Landesliste zur Bundestagswahl 2017 wurde auf einem Parteitag in Sparow am 26. Februar 2017 aufgestellt.
Die Landespartei zog mit insgesamt drei Abgeordneten in den Deutschen Bundestag ein, die ein Teil der AfD-Bundestagsfraktion sind:
| Mitglied der Fraktion   | Einzug in den Bundestag über | Derzeitige Funktionen und Mitgliedschaften in der Fraktion und in der Partei  |
| ----------------------- | ---------------------------- | ----------------------------------------------------------------------------- |
| Leif-Erik Holm          | Listenplatz 1                | Stellvertretender Vorsitzender der AfD-Bundestagsfraktion; Landesvorsitzender |
| Enrico Komning          | Listenplatz 2                | Beisitzer im Landesvorstand                                                   |
| Ulrike Schielke-Ziesing | Listenplatz 3                |                                                                               |

### 2021–2025
| Mitglied der Fraktion   | Einzug in den Bundestag über | Derzeitige Funktionen und Mitgliedschaften in der Fraktion und in der Partei                        |
| ----------------------- | ---------------------------- | --------------------------------------------------------------------------------------------------- |
| Leif-Erik Holm          | Listenplatz 1                | Landesvorsitzender                                                                                  |
| Enrico Komning          | Listenplatz 2                | Beisitzer im Landesvorstand (bis November 2023) Stellvertretender Parlamentarischer Geschäftsführer |
| Ulrike Schielke-Ziesing | Listenplatz 3                | |

### Seit 2025
| Mitglied der Fraktion   | Einzug in den Bundestag über | Derzeitige Funktionen und Mitgliedschaften in der Fraktion und in der Partei |
| ----------------------- | ---------------------------- | ---------------------------------------------------------------------------- |
| Leif-Erik Holm          | Direktmandat Wahlkreis 12    | Landesvorsitzender                                                           |
| Christoph Grimm         | Direktmandat Wahlkreis 13    |                                                                              |
| Dario Seifert           | Direktmandat Wahlkreis 15    |                                                                              |
| Enrico Komning          | Direktmandat Wahlkreis 16    |                                                                              |
| Ulrike Schielke-Ziesing | Direktmandat Wahlkreis 17    |                                                                              |